# Bandera de Palafolls
La bandera oficial de Palafolls té la següent descripció:
Bandera apaïsada, de proporcions dos d'alt per tres de llarg, bicolor horitzontal vermell i blanc, la segona meitat amb el sembrat de creuetes gregues abscisses blau fosc de l'escut, reduït a tres de completes, d'alçària 3/10 de la del drap i de braços de gruix 1/10 de la mateixa alçària, posades horitzontalment, una al centre i les altres separades d'aquesta 1/15 de la llargària del mateix drap, i 10 cinquenes parts de creuetes iguals, quatre a la divisòria de les dues parts del drap separades 1/15 de la vora de l'asta la primera, 1/5 de la primera la segona, 1/5 de la segona la tercera i 1/5 de la tercera la quarta, quatre a la vora inferior amb les mateixes separacions, una al centre de la vora de l'asta i l'altra al centre de la vora del vol.
Va ser aprovada el 12 de juliol de 2006 i publicada en el DOGC l'11 d'agost del mateix any amb el número 4696.